# Ацуші Сузукі
Ацуші Судзукі (нар. 15 грудня 1988 ) — японський політик. Депутат Палати представників Японії (1-й термін), голова парламентського комітету, який має на меті зробити освіту безкоштовною.

## Біографія
Народився, виріс у Шимонумабе , округ Накахара, місто Кавасакі.
Після закінчення середньої школи Шотоку Гакуен і закінчення Університету Суругадай https://en.wikipedia.org/wiki/Surugadai_University він працював у приватній компанії, у магазині годинників, у резерві сил самооборони та як  працівник ї Japan Airlines, співробітник офісу Такатака Хібі та член Ліберально-демократичної партії Японії. Служить співробітником, відповідальним за комітет 
7 жовтня 2021 року балотувався від Народно-демократичної партії Японії як єдиний кандидат префектури від 10-го округу префектури Канаґава на загальних виборах 49-ї Палати представників Японії. Частково через те, що він вступив у перегони безпосередньо перед тим, як було зроблено оголошення, він програв Кадзунорі Танака https://ja.wikipedia.org/wiki/%E7%94%B0%E4%B8%AD%E5%92%8C%E5%BE%B3 та іншим з Ліберально-демократичної партії Японії та посів останнє місце з чотирьох кандидатів, але він був переміг у пропорційному списку Південного Канто 。
30 листопада 2023 року разом із Сейдзі Маехарою та іншими він подав заяву про вихід із Народно-демократичноїа партії (Японія) та брав участь у створенні нової партії «Асоціація за реалізацію безкоштовної освіти». Народно-демократична партія (Японія), Федерація префектури Канаґава, представником якої був Судзукі, не прийняла пропозицію Судзукі піти у відставку з посади представника префектури 30 листопада 2 грудня і вирішила звільнити його та виключити з реєстру. Пізніше, 13 грудня того ж року, на загальних зборах членів обох палат Демократичної партії Японії його було виключено з партії за «порушення єдності партії» через неприйняття поданого повідомлення. про відставку. Крім того, оскільки Сузукі є пропорційно обраним членом, він також отримав рекомендацію від своєї партії залишити посаду члена Палати представників .

## Деталі
- Народився в 1988 році ( Шова 63), він є першим членом Сейму та наймолодшим членом Сейму, який народився в епоху Шова. Коли його вперше було обрано, він був третім наймолодшим членом парламенту після Юкі Баби та Шін Цучіди , які були обрані одночасно. Пізніше, на проміжних виборах у Палату представників у квітні 2023 року, Нобучіо Кіші став четвертим наймолодшим членом парламенту.
- У парламенті він є членом комітету у закордонних справах і спеціального комітету з питань викрадення Північною Кореєю.[8]
- Зріст приблизно 178 см
- Девіз: «Перемагай силою духу»
- Улюблені виконавці - BUMP OF CHICKEN і Моцарт
- Річниця весілля - 7 липня
- Через те, як він став політиком із нестандартного працівника, і тому, що він переміг, незважаючи на те, що був кандидатом в останню хвилину, Тацуя Сінба, генеральний секретар Демократичної партії Японії, описав його як «найщасливішу людину». епохи Рейва».[9]

## Вибори
Шаблон:選挙歴

## Виноски
1. 1 2 3  https://www.jiji.com/jc/2021syu?d=21134_h
2. ↑  鈴木敦 | 選挙 | 新・国民民主党 - つくろう、新しい答え。. 国民民主党. Архів оригіналу за 5 листопада 2021. Процитовано 2021年11月2日. {{cite web}}: Текст «和書» проігноровано (довідка) [Архівовано 2021-11-05 у Wayback Machine.]
3. ↑  国民民主・鈴木氏、比例復活「チャンスあると思っていた」. 神奈川新聞. Процитовано 2021年11月2日. {{cite web}}: Текст «和書» проігноровано (довідка)
4. ↑  ５議員で新党結成へ、前原誠司氏「政策本位で野党結集を進める」. 読売新聞. 30 листопада 2023. Процитовано 1 грудня 2023. {{cite web}}: Текст «和書» проігноровано (довідка)
5. 1 2  新党参加の鈴木敦氏、国民神奈川県連が除籍　離党後も新１８区で出馬意向. 神奈川新聞. 2023年12月2日. Процитовано 2023年12月2日. {{cite web}}: Текст «和書» проігноровано (довідка)
6. ↑  新党結成の前原氏ら除名へ　国民民主、離党届受理せず [Архівовано 2023-12-17 у Wayback Machine.] - 共同通信 2023年12月12日
7. ↑  国民民主、前原誠司氏らの除名決定　新党結成表明「結束乱した」 - 産経ニュース 2023年12月13日
8. ↑  鈴木敦君_衆議院. www.shugiin.go.jp. Процитовано 29 березня 2023. {{cite web}}: Текст «和書» проігноровано (довідка)
9. ↑  @suzukiatsushi_ (19 грудня 2022). https://twitter.com/suzukiatsushi_/status/1604842706597183489 (Твіт)  (яп.). Процитовано 16 травня 2023 — через Твіттер.

## Зовнішні посилання
- Головна | Офіційний сайт Atsushi Suzuki
- Ацуші Сузукі у соцмережі «Твіттер»
- 鈴木敦